# Шафірканський район
Шафірканський район (узб. Шофиркон тумани, Shofirkon tumani) — район у Бухарській області Узбекистану. Розташований у північній частині області. Утворений в 1968 році. Центр — місто Шафіркан.